# Dipar Hataran
Dipar Hataran is een bestuurslaag in het regentschap Simalungun van de provincie Noord-Sumatra, Indonesië. Dipar Hataran telt 770 inwoners (volkstelling 2010).